# Éric Tié Bi
Eric Tié Bi (Bédiala, 20 luglio 1990) è un ex calciatore ivoriano, di ruolo centrocampista.

## Carriera
Ha giocato nella prima divisione francese con l'Évian TG, trascorrendo poi il resto della carriera nella seconda divisione francese.